# Municipio de Mingo (Carolina del Norte)
El municipio de Mingo (en inglés: Mingo Township) es un municipio ubicado en el  condado de Sampson en el estado estadounidense de Carolina del Norte. En el año 2010 tenía una población de 2.770 habitantes.

## Geografía
El municipio de Mingo se encuentra ubicado en las coordenadas 35°10′14.6″N 78°32′7.04″O / 35.170722, -78.5352889.